# Srebrno jezero
Srebrno jezero (serb. Сребрно језеро für „Silbersee“) ist ein etwa 14 km langer und im Durchschnitt 200 m breiter ehemaliger Nebenarm der Donau im östlichen Serbien bei Veliko Gradište. 
Heute spricht man von einem See. Dieser entstand im letzten Jahrzehnt durch Einwirkungen des Menschen: der Nebenarm der Donau wurde durch zwei Dämme von der Donau abgetrennt. Der See wurde für touristisch-rekreative Zwecke eingerichtet. An dessen Ufer befindet sich auch das Freizeitzentrum Beli Bagrem.